# Comté de Daviess (Kentucky)
Pour les articles homonymes, voir Comté de Daviess.
Le comté de Daviess est un comté de l'État du Kentucky, aux États-Unis, fondé en 1815. Son siège est basé à Owensboro.

## Histoire
Le Comté de Daviess a été fondé en 1815, et nommé d'après Joseph Hamilton Daveiss (les lettres e et i ont été inversées par le bureau d'État).